# Приднепровье (ракетный катер)
Р-54 «Приднепровье», ранее известный как 709 (905) «Краснодарский комсомолец», U155 «Никополь» и U155 «Приднепровье» — ракетный катер типа 1241.1Т (шифр «Молния-1», кодовое обозначение НАТО — Tarantul-II class)

## Проект
ЦКБ «Алмаз» в 1973 году приступило к разработке нового катера проекта 1241 «Молния», проектом занялась группа специалистов с главным конструктором Е. Ю. Юхниным. Эволюционной ступенью ракетных катеров данного класса стали ракетные катера проекта 1241.1Т («Молния-1» или «Tarantul-II class») — корабли, предназначенные для уничтожения боевых кораблей, транспортных и десантных судов противника в море и местах их базирования, а также для прикрытия собственных кораблей и транспортных судов от атак надводных сил противника или воздушного налёта.
Проект 1241.1Т был оснащён усиленным радиолокационным оснащением и выпускался с 1980 года. Изначально он создавался под ударный комплекс с противокорабельными ракетами «Москит», но в связи с задержкой в производстве было принято решение начать выпуск катеров с противокорабельными ракетами П-15 «Термит». Также модификация отличалась наличием двухвальной газо-газотурбинной энергетической установки. Из образцов оружия выделялись также автоматическая артиллерийская установка АК-176М (воздушные, морские и береговые цели; носовая часть), две сшестерённые автоматчические скорострельные артустановки АК-630М (воздушные и небольшие морские цели; кормовая часть) и пост ПЗРК «Игла» (воздушные цели; кормовая часть.
Всего в 1976—1986 годах было построено 12 таких катеров.

## История службы
Ракетный катер Р-54 был заложен 21 апреля 1981 года на Средне-Невском судостроительном заводе (заводской цех № 200), спущен на воду 18 декабря 1982 года и вступил в состав ВМФ СССР 3 февраля 1984 года. С 20 декабря 1983 года по 21 мая 1984 года служил в 197-м дивизионе ракетных катеров 36-й бригады ракетных катеров Балтийского флота. 6 декабря 1984 года перечислен в 295-й дивизион малых ракетных кораблей 41-й бригады ракетных катеров Черноморского флота. За этот период участвовал в различных учениях и ракетной стрельбе на приз Главнокомандующего ВМФ.
10 сентября 1987 года он получил название «Краснодарский комсомолец», унаследованное от проданного Эфиопии в 1984 году СКР «Краснодарский комсомолец» и шефство комсомольской организации Краснодарского края. С бортовым номером 709, 11 мая 1990 года номер изменён на 965. 16 марта 1992 года приказом Командующего ЧФ № 076 кораблю присвоили название Р-54.

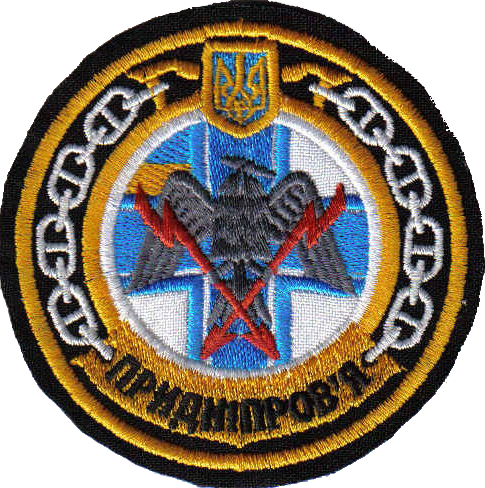
Нарукавный шеврон формы экипажа в ВМС Украины

12 сентября 1997 корабль был передан по Договору о разделе ЧФ Военно-морским силам Украины и получил название «Никополь» (U155), 10 апреля 2002 года переименован в «Приднепровье».
В 2007 году впервые были проведены боевые стрельбы противокорабельными ракетами, а с 2012 по 2013 годы «Приднепровье» встал на ремонт.
21 марта 2014 года в результате аннексии Крыма Россией корабль перешёл под контроль Российской Федерации.